# PSS Sleman
Persatuan Sepakbola Sleman, kortweg PSS Sleman, is een Indonesische voetbalclub uit Sleman op het eiland Java.

## Erelijst
| Competitie                      | Winnaar | Winnaar    | Runner up | Runner up  |
| Competitie                      | Aantal  | Jaren      | Aantal    | Jaren      |
| ------------------------------- | ------- | ---------- | --------- | ---------- |
| Indonesische voetbalbond (PSSI) |         |            |           |            |
| Tweede niveau Indonesië         | 2×      | 2013, 2018 | 2×        | 2000, 2006 |

## Bekende (oud-)spelers
- Irfan Bachdim